# Rhaphigaster nebulosa
Rhaphigaster nebulosa Poda, 1761, è un insetto della famiglia dei Pentatomidae. È l'unica specie del genere Rhaphigaster presente in Europa.

## Descrizione
È un Rhynchota eterottero di medie dimensioni (12-15 mm), che presenta una colorazione mimetica brunastra, picchiettata di nero. Aspetto caratterizzante la specie è l'alternanza del bianco e nero lungo gli articoli formanti le antenne. La testa alloggia in un piccolo incavo del protorace, quest'ultimo ha notevoli dimensioni, così come il mesotorace, a sua volta composto principalmente da uno scutello triangolare, così ben sviluppato da ricoprire parzialmente le emielitre.

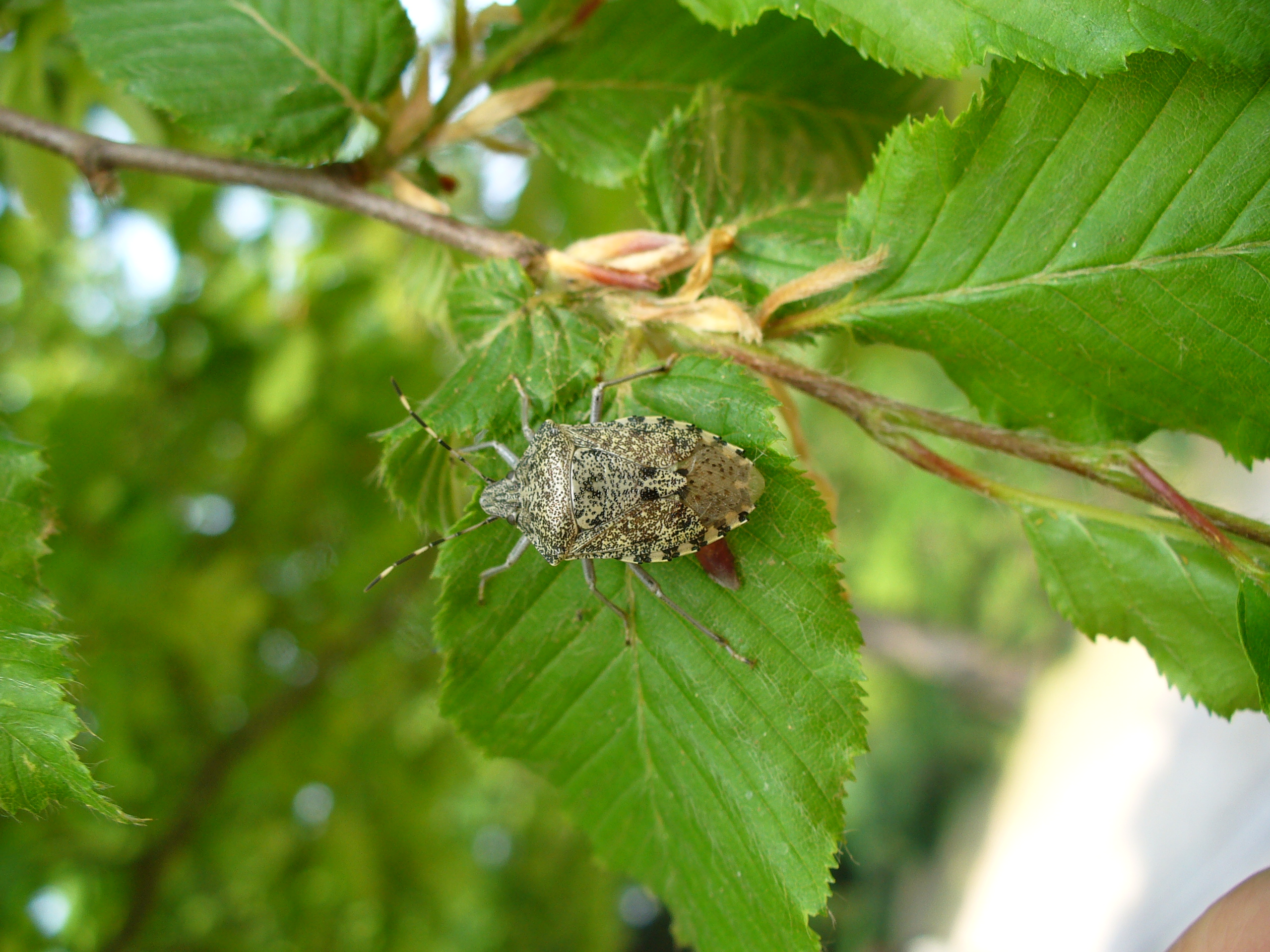
Rhaphigaster nebulosa
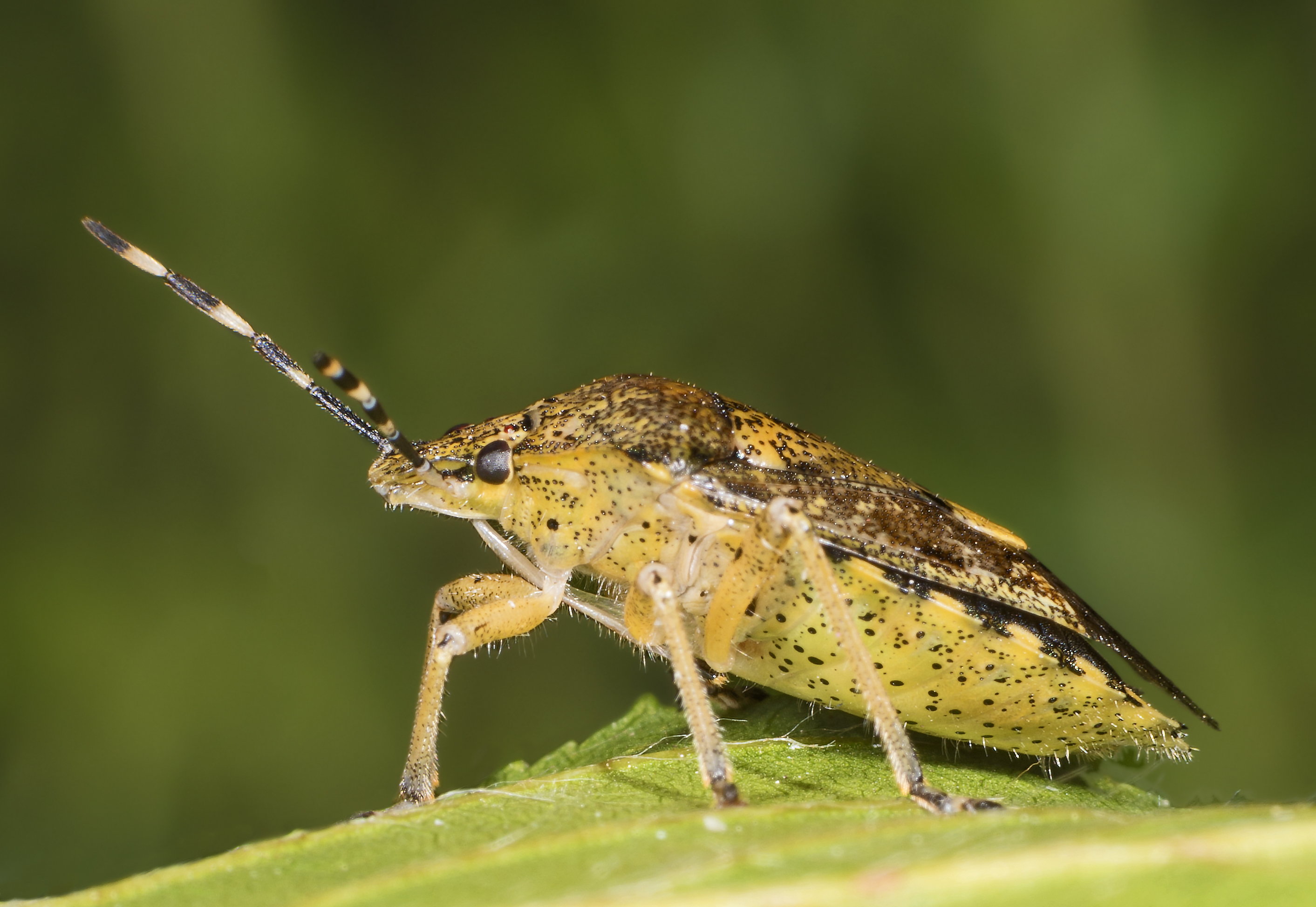
Vista laterale. Ago addominale, tipica della specie.
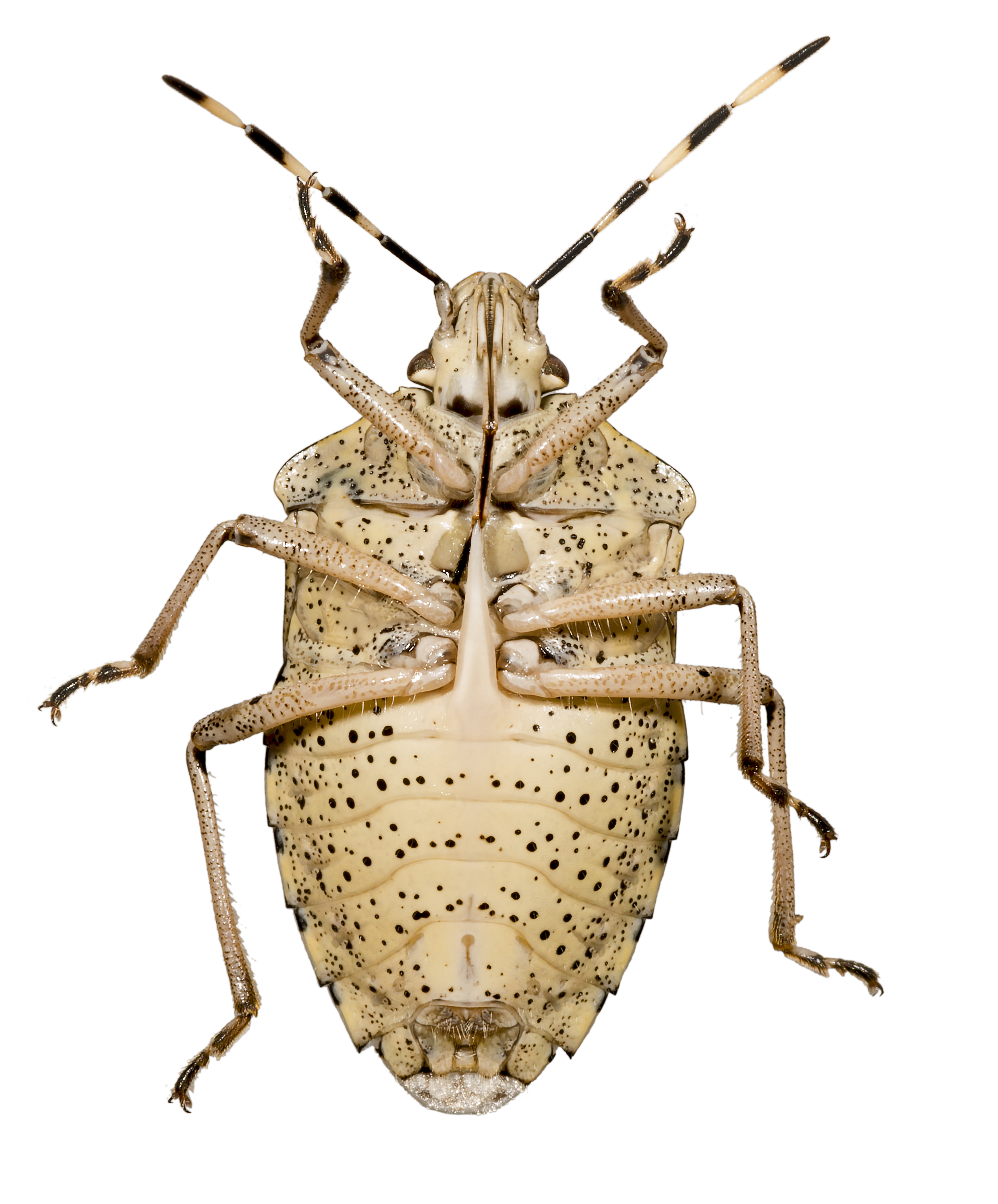
Vista ventrale

## Biologia
È un fitofago, che s'incontra dove ci sono piante, siepi, muri soleggiati a partire dall'arrivo della primavera. Si può confondere con la cimice asiatica (Halyomorpha halys) recentemente acclimatata in Italia. A fine autunno può tentare di entrare nelle case. La sua sostanza repellente, dal pungente odore di mandorle amare, veniva impiegata industrialmente per rendere ancor più acuto l'odore di sostanze chimiche come l'acido prussico.